# Râul Muhaveț
Muhaveț (în belarusă Мухаве́ц; în poloneză Muchawiec) este un râu din vestul Belarusului, afluent al râului Bug.
Râul provine din confluența pârâului Muha și a canalului Vieț în apropierea orașului Pruzhany, Belarus. Muhaveț curge în sud-vestul Belarusului și se varsă în râul Bug, lângă poarta Terespol (în rusă Тереспольские ворота) a cetății Brest.
Râul Muhaveț are o lungime de 113 km. Suprafața bazinului este de 6600 kilometri pătrați.  Lățimea văii râului pe cursul său mijlociu este de 400-600 metri, lățimea maximă atinge 2 km.
Râul este navigabil: traficul de mărfuri și pasageri este realizat de sucursala RTUP a companiei de transport maritim din Belarus.
Râul este conectat cu râul Nipru prin Canalul Nipru – Bug.

## Orașe
Râul Muhaveț străbate orașe ca Pruzhany, Kobryn, Zhabinka sau Brest.

## Afluenți
Principalii afluenți sunt Dachlovka, Zhabinka, Trascianica, Asipaǔka și Ryta.

## Ecologie

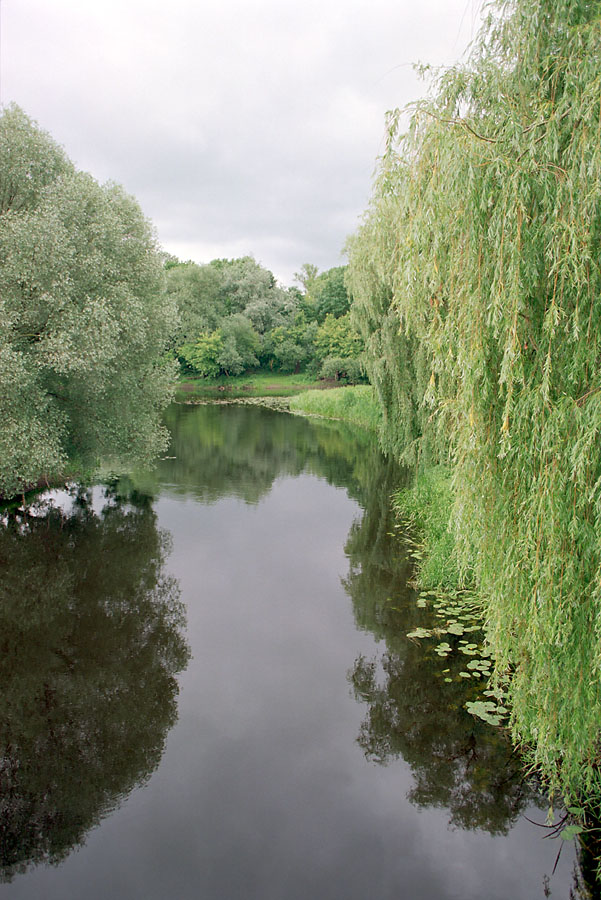
Râul Muhaveț

Arțarul american (Acer negundo) sau arțarul de cenușă este o specie periculoasă invazivă, care poate îndepărta speciile native din comunitățile de plante naturale și cultivate într-o perioadă scurtă de timp. În zonele scăldate de apele râurilor Bug, Muhaveț, Prîpeat și altele, arțarul de cenușă formează în prezent comunități de plante monodominante, suprimând complet alți concurenți.

## Istorie
În timpul celui de-Al Doilea Război Mondial, râul Muhaveț a devenit un simbol al curajului și al sacrificiului soldaților sovietici. Garnizoana Cetății Brest a rămas fără apă în primele ore ale invaziei germane (22 iunie 1941 ora 4:15), astfel că apărătorii cetății au fost nevoiți să ajungă la râu sub focul inamic de mitraliere, mortare și lunetiști, pentru a aduce apă răniților și mitraliorilor. În prezent nu se cunoaște exact câți soldați și ofițeri ai Armatei Roșii au murit în această misiune. În fiecare an, pe 22 iunie, în memoria apărătorilor patriei, polițiștii de frontieră din Belarus, veteranii și reprezentanții organizațiilor publice pun coroane pe apă.